# Thomas Wagstaffe
Thomas Wagstaffe l'Ancien (1645-1712) est un pasteur de l'Église d'Angleterre, puis, après le Schisme des Nonjurors (en), un évêque de l'Église séparatiste.

## Biographie

### Jeunesse
Thomas Wagstaffe est né le 13 février 1645 à Binley (en), dans la périphérie de Coventry, dans le Warwickshire, un comté des Midlands de l'Ouest, en Angleterre. Il prend le nom de son père, qui s'y est installé et s'est marié avec Anne Avery de Bishop's Itchington. Il a des liens familiaux avec le militaire Joseph Wagstaffe (en) et le médecin William Wagstaffe.
Il étudie à la Charterhouse School, puis au Pembroke College dans les années 1660. Il déménage à New Inn Hall (en) de l'université d'Oxford et obtient une licence le 15 octobre 1664 puis une maîtrise de lettres le 20 juin 1667. Deux ans plus tard, il est ordonné diacre par John Hacket, évêque de Lichfield, puis la même année prêtre par Joseph Henshaw (en), évêque anglican de Peterborough, à Martinsthorpe. Il devient chapelain de Richard Temple (1634–1697), puis vicaire de Stowe (Buckinghamshire),.

### Déchéance pour êtrenonjuror
En 1684, Wagstaffe est nommé chancelier de la cathédrale de Lichfield avec une prébende par Jacques II, l'évêque Thomas Wood (en) étant incapacité car suspendu. La même année, à la présentation du roi comme patron du presbytère de St Gabriel Fenchurch (en) à Londres, il est déchu de ses fonctions lors de la Glorieuse Révolution pour avoir refusé de prêter de nouveaux serments à cause de son affiliation au schisme des Nonjurors (en).
Il gagne sa vie pendant un temps comme médecin, tout en portant sa robe cléricale, et en traitant avec William Sancroft et Francis Turner (en), évêque d'Ely. Il passe en particulier beaucoup de temps avec l'archevêque Sancroft jusqu'à la mort de ce dernier en 1693.

### Consécration commenonjuror
En 1693, les nonjurors exploitent le Suffragan Bishops Act d'Henri VIII, qui n'avait pas été appliqué depuis le règne de la reine Élisabeth, pour perpétuer la succession de leurs évêques. La même année, le prélat George Hickes est reçu au château de Saint-Germain-en-Laye en France avec plusieurs nonjurors, où Jacques II choisit Hickes et Wagstaffe comme évêques. Les nonjurors soutiennent que James II est le roi légitime, et que William Lloyd (en), dont les suffragants devaient être les nouveaux évêques, est l'évêque de Norwich. Toutes les conditions de l'acte sont donc réunies. Avant d'approuver lui-même, James II a obtenu l'approbation du pape Innocent XII, du prélat français François Harlay de Champvallon et de l'évêque français Jacques-Bénigne Bossuet.
Wagstaffe est ainsi nommé évêque d'Ipswich et Hickes celui de Thetford, tous les deux dans le diocèse de Norwich. Leur consécration a lieu le 24 février 1694, dans la maison du révérend Giffard, à Southgate dans la paroisse d'Enfield, près de Londres. La cérémonie se fait en petit comité, et ces consécrations ont longtemps été inconnues des haut-responsables des nonjurors. Herne, qui était fréquemment en contact avec Hickes et Wagstaffe à Oxford n'en savait rien jusqu'en 1732. Il n'y a aucune trace d'exécution de ses devoirs épiscopaux de la part de Wagstaffe. Il n'y a pas eu de consécrations de son vivant, et il n'a ordonné aucun prêtre.

### Retraite
Wagstaffe a passé la plupart de ses dernières années dans le Warwickshire, mais a été présent à Londres en 1695, pour l'eucharistie de John Kettlewell (en) sur son lit de mort. L'année suivante, à la suite d'un mandat d'arrêt, il apparaît avec Thomas Ken (en) et trois autres des évêques, parmi d'autres détenus, déchus devant le conseil privé. Il défend sa responsabilité dans la recommandation charitable du clergé non-jured et de leurs familles. Il est relâché, avec les autres, le 23 mai.
Dans The Post Boy du 23–25 octobre 1712, un article fait état de son décès :

« On Friday the 17th instant died the Reverend Dr. Wagstaffe, at his house at Binley, near Coventry. He was a person of extraordinary judgment, exemplary piety, and unusual learning; and had he not had the misfortune to dissent from the established government by not taking the oaths, as he had all the qualities of a great divine, and a governor of the church, so he would have filled deservedly some of the highest stations in it. »

Thomas Wagstaffe avait une riche bibliothèque, qui a été vendue à Londres par Fletcher Gyles en 1713.

## Œuvre
Wagstaffe est l'auteur d'une série de pamphlets religieux et politiques. Le plus célèbre d'entre eux est Vindication of King Charles the Martyr (1693).

### Controverse autour de l’Eikon Basilike
La paternité de l'Eikon Basilike, un journal présumé du roi Charles Ier publié juste après son exécution en 1649, a été l'objet d'une controverse importante dans les années 1690. Dans Vindication of King Charles the Martyr, proving that his Majesty was the author of Εἰκὼν Βασιλική (Londres, 1693 ; reed. 1697), Wagstaffe défend la paternité de l'œuvre du roi. En 1699, il publie aussi A Defence of the Vindication.
Tandis que des rumeurs faisaient état du plagiat de l'une des prières de l'Eikon Basilike (dans la deuxième édition, en 1697), Wagstaffe se procure une explication de la part de Henry Hills, imprimeur du Parlement, qui tiendrait des médecins Thomas Gill et Francis Bernard que John Milton et John Bradshaw ont délibérément fait cet ajout dans l'œuvre par l'intermédiaire de William Dugard (en) pour discréditer l'auteur,.
Plusieurs années plus tard, Wagstaffe attaque à nouveau l'intégrité de Milton en répondant au Amyntor de John Toland. Cela devient un lieu commun de la propagande jacobite, qui a notamment été utilisé par le satiriste Ned Ward.

### Autres œuvres
Wagstaffe rend compte de la maladie puis de la mort de l'archevêque Sancroft dans A Letter out of Suffolk (1694 ; réédité dans Somers's Tracts, 1751). Son ouvrage Present State of Jacobitism in England (1701 ?) a été rédigé en réponse à Gilbert Burnet, qui conseillait aux nonjurors de mettre fin à leurs troubles en prêtant serment. Wagstaffe mettait en opposition la sévérité avec laquelle les nonjurors étaient traités avec l'indulgence dont on fait preuve Cromwell ou Elizabeth pour les Catholiques. Burnet y a répondu dans The Present State of Jacobitism in England. The Second Part.
Autres pamphlets:
- A Letter to the Author of a late Letter out of the Country occasioned by a former Letter to a Member of the House of Commons concerning the Bishops lately in the Tower and now under Suspension (1690?) ;
- An Answer to a late Pamphlet entitled “Obedience and Submission to the present Government demonstrated from Bishop Overall's "Convocation Book",” with a postscript in answer to Dr. Sherlock's “Case of Allegiance”, Londres, 1692 ;
- An Answer to Dr. Sherlock's "Vindication of the Case of Allegiance due to Sovereign Powers" made in Reply to an Answer to a late Pamphlet entitled ”Obedience and Submission to the present Government demonstrated from Bishop Overall's "Convocation Book",’ with a postscript in answer to Dr. Sherlock's "Case of Allegiance", Londres, 1692 ;
- An Answer to a Letter of Dr. Sherlock written in Vindication of that part of Josephus's "History" which gives the Account of Jaddas' Submission to Alexander, in answer to the piece entitled "Obedience and Submission to the present Government" (1691) ;
- Remarks on some late Sermons, and in particular on Dr. Sherlock's Sermon at the Temple, December the 30th, 1694, in a Letter to a Friend (1695) ;
- A Letter to a Gentleman elected a Knight of the Shire to serve in the present Parliament, Londres, 1694 ;
- An Account of the Proceedings in Parliament in relation to the Recoining of Clipped Money, Londres, 1696 (rééditions : 1696, 1697, 1698 ; en 1696, le roi demande une enquête officielle sur la paternité de ce pamphlet, qui avait été publié anonymement).

Certaines œuvres publiées sous le nom de Samuel Grascome (en) ont ensuite été attribuées à Wagstaffe.

## Famille
Wagstaffe a été marié avec Martha Broughton, avec qui il a eu quatre fils et cinq filles. Son aîné meurt très jeune, tandis que le deuxième, Thomas Wagstaffe (1692–1770), devient lui aussi un important nonjuror. Marthat Broughton meurt peu après leur mariage, et il se remarie avec la fille d'un chirurgien notable, Charles Bernard.